# 2008-as Pro Bowl
A 2007-es NFL-szezon utáni 2008-as Pro Bowlt 2008. február 10-én rendezték meg Hawaii-on, az Aloha Stadiumban. A mérkőzést az NFC nyerte 42-30-ra az AFC legyőzésével.

## Összegzés
NFC 42, AFC 30
az Aloha Stadiumban, Honolulu, Hawaii
- Kezdésidő: 11:41 am helyi idő (4:41 pm EST)
- Időjárás: Kicsit felhős
- Közvetítők (FOX): Kenny Albert, Daryl Johnston, Tony Siragusa és Brian Baldinger

### Pontszerzés
- 1. negyed
  - AFC - Neal 1 yard run (Bironas kick), 10:59. AFC 7-0. Drive: 7 plays, 70 yards, 4:01.
  - NFC - Fitzgerald 6 yard pass from Romo (Folk kick), 7:08. Tied 7-7. Drive: 9 plays, 54 yards, 3:51.
  - AFC - Houshmandzadeh 16 yard pass from P. Manning (Bironas kick), 2:42. AFC 14-7. Drive: 9 plays, 58 yards, 4:26.
  - AFC - Bironas 33 yard FG, 0:48. AFC 17-7. Drive: 5 plays, 14 yards, 1:41.
- 2. negyed
  - AFC - Houshmandzadeh 1 yard pass from Roethlisberger (Bironas kick), 12:08. AFC 24-7. Drive: 4 plays, 29 yards, 1:48.
  - NFC - Owens 6 yard pass from Romo (Folk kick), 7:58. AFC 24-14. Drive: 8 plays, 51 yards, 4:10.
  - AFC - Bironas 48 yard FG, 3:30. AFC 27-14. Drive: 9 plays, 51 yards, 4:28.
  - NFC - Cooley 17 yard pass from Hasselbeck (Folk kick), 0:28. AFC 27-21. Drive: 6 plays, 77 yards, 3:02.
- 3. negyed
  - NFC - Peterson 17 yard run (Folk kick), 9:49. NFC 28-27. Drive: 9 plays, 67 yards, 5:11.
  - AFC - Bironas 28 yard FG, 6:58. AFC 30-28. Drive: 6 plays, 56 yards, 2:51.
- 4. negyed
  - NFC - Owens 6 yard pass from Garcia (Folk kick), 12:29. NFC 35-30. Drive: 9 plays, 80 yards, 5:46.
  - NFC - Peterson 6 yard run (Folk kick), 2:43. NFC 42-30. Drive: 9 plays, 73 yards, 5:21.

## AFC névsora

### Offense
| Pozíció:         | Kezdők:                                                                                | Cserék:                                                                                |
| ---------------- | -------------------------------------------------------------------------------------- | -------------------------------------------------------------------------------------- |
| Quarterback      | 12 Tom Brady, New England 18 Peyton Manning, Indianapolis                              | 7 Ben Roethlisberger, Pittsburgh 3 Derek Anderson, Cleveland                           |
| Running back     | 21 LaDainian Tomlinson, San Diego 29 Joseph Addai, Indianapolis                        | 39 Willie Parker, Pittsburgh 28 Fred Taylor, Jacksonville 23 Willis McGahee, Baltimore |
| Fullback         | 41 Lorenzo Neal, San Diego                                                             |                                                                                        |
| Wide receiver    | 81 Randy Moss, New England 87 Reggie Wayne, Indianapolis 17 Braylon Edwards, Cleveland | 84 T. J. Houshmandzadeh, Cincinnati 85 Chad Johnson, Cincinnati                        |
| Tight end        | 85 Antonio Gates, San Diego 88 Tony Gonzalez, Kansas City                              | 80 Kellen Winslow II, Cleveland                                                        |
| Offensive tackle | 72 Matt Light, New England 71 Jason Peters, Buffalo 73 Joe Thomas, Cleveland           | 75 Jonathan Ogden, Baltimore 73 Marcus McNeill, San Diego                              |
| Offensive guard  | 66 Alan Faneca, Pittsburgh 70 Logan Mankins, New England                               | 68 Kris Dielman, San Diego                                                             |
| Center           | 63 Jeff Saturday, Indianapolis                                                         | 67 Dan Koppen, New England                                                             |

### Defense
| Pozíció:           | Kezdők:                                                        | Cserék:                                                      |
| ------------------ | -------------------------------------------------------------- | ------------------------------------------------------------ |
| Defensive end      | 69 Jared Allen, Kansas City 93 Kyle Vanden Bosch, Tennessee    | 99 Jason Taylor, Miami 94 Aaron Schobel, Buffalo             |
| Defensive tackle   | 92 Albert Haynesworth, Tennessee 75 Vince Wilfork, New England | 76 Jamal Williams, San Diego 98 Casey Hampton, Pittsburgh    |
| Outside linebacker | 92 James Harrison, Pittsburgh 50 Mike Vrabel, New England      | 56 Shawne Merriman, San Diego                                |
| Inside linebacker  | 59 DeMeco Ryans, Houston                                       | 52 Ray Lewis, Baltimore                                      |
| Cornerback         | 24 Champ Bailey, Denver 22 Asante Samuel, New England          | 31 Antonio Cromartie, San Diego                              |
| Free safety        | 20 Ed Reed, Baltimore                                          |                                                              |
| Strong safety      | 21 Bob Sanders, Indianapolis 47 John Lynch, Denver             | 43 Troy Polamalu, Pittsburgh 41 Antoine Bethea, Indianapolis |

### Special teams
| Pozíció:       | Játékos:                      |
| -------------- | ----------------------------- |
| Punter         | 9 Shane Lechler, Oakland      |
| Placekicker    | 2 Rob Bironas, Tennessee      |
| Kick returner  | 16 Joshua Cribbs, Cleveland   |
| Special teamer | 81 Kassim Osgood, San Diego   |
| Long snapper   | 64 Ryan Pontbriand, Cleveland |

## NFC névsor

### Offense
| Pozíció:         | Kezdők:                                                                        | Tartalékok:                                               |
| ---------------- | ------------------------------------------------------------------------------ | --------------------------------------------------------- |
| Quarterback      | 4 Brett Favre, Green Bay 9 Tony Romo, Dallas                                   | 8 Matt Hasselbeck, Seattle 7 Jeff Garcia, Tampa Bay       |
| Running back     | 28 Adrian Peterson, Minnesota                                                  | 24 Marion Barber, Dallas 36 Brian Westbrook, Philadelphia |
| Fullback         | 49 Tony Richardson, Minnesota                                                  |                                                           |
| Wide receiver    | 11 Larry Fitzgerald, Arizona 81 Terrell Owens, Dallas                          | 80 Donald Driver, Green Bay 81 Torry Holt, St. Louis      |
| Tight end        | 82 Jason Witten, Dallas                                                        | 21 Chris Cooley, Washington                               |
| Offensive tackle | 76 Flozell Adams, Dallas 71 Walter Jones, Seattle 21 Chris Samuels, Washington | 76 Chad Clifton, Green Bay                                |
| Offensive guard  | 70 Leonard Davis, Dallas 76 Steve Hutchinson, Minnesota                        | 73 Shawn Andrews, Philadelphia                            |
| Center           | 65 Andre Gurode, Dallas                                                        | 78 Matt Birk, Minnesota                                   |

### Defense
| Pozíció:           | Kezdők:                                                                              | Tartalékok:                                           |
| ------------------ | ------------------------------------------------------------------------------------ | ----------------------------------------------------- |
| Defensive end      | 74 Aaron Kampman, Green Bay 97 Patrick Kerney, Seattle 72 Osi Umenyiora, N.Y. Giants | 58 Trent Cole, Philadelphia                           |
| Defensive tackle   | 93 Kevin Williams, Minnesota 94 Pat Williams, Minnesota                              | 91 Tommie Harris, Chicago 90 Darnell Dockett, Arizona |
| Outside linebacker | 59 Julian Peterson, Seattle 94 DeMarcus Ware, Dallas                                 | 55 Lance Briggs, Chicago 98 Greg Ellis, Dallas        |
| Inside linebacker  | 51 Lofa Tatupu, Seattle                                                              | 52 Patrick Willis, San Francisco                      |
| Cornerback         | 31 Al Harris, Green Bay 23 Marcus Trufant, Seattle                                   | 41 Terence Newman, Dallas                             |
| Free safety        | 21 Sean Taylor, Washington 26 Ken Hamlin, Dallas                                     |                                                       |
| Strong safety      | 42 Darren Sharper, Minnesota                                                         | 31 Roy Williams, Dallas                               |

### Special teams
| Pozíció:       | Játékos:                       |
| -------------- | ------------------------------ |
| Punter         | 4 Andy Lee, San Francisco      |
| Placekicker    | 6 Nick Folk, Dallas            |
| Kick returner  | 23 Devin Hester, Chicago       |
| Special teamer | 94 Brendon Ayanbadejo, Chicago |
| Long snapper   | 21 Ethan Albright, Washington  |

Megjegyzések:
1. 1 2 3 4 5 6 7 8 9 10 11 12 13 14 15 16  Sérült játékos; választották, de nem játszott
2. 1 2 3 4 5 6 7 8 9 10 11 12 13 14 15 16 17  Helyettesítő választás sérülés miatt
3. ↑  Halál utáni választás

## Választott játékosok száma csapatonként
- 13 választás: Dallas Cowboys
- 9 választás: San Diego Chargers
- 8 választás: New England Patriots
- 7 választás: Minnesota Vikings
- 6 választás: Indianapolis Colts, Seattle Seahawks, Cleveland Browns, Pittsburgh Steelers
- 5 választás: Green Bay Packers
- 4 selections: Baltimore Ravens, Chicago Bears, Washington Redskins
- 3 választás: Philadelphia Eagles, Tennessee Titans
- 2 választás: Arizona Cardinals, Buffalo Bills, Cincinnati Bengals, Denver Broncos, Kansas City Chiefs, San Francisco 49ers
- 1 választás: Houston Texans, Jacksonville Jaguars, Miami Dolphins, New York Giants, Oakland Raiders, St. Louis Rams, Tampa Bay Buccaneers
- Nincs választás: Atlanta Falcons, Carolina Panthers, Detroit Lions, New Orleans Saints, New York Jets